# Pietralunga
Pietralunga is een gemeente in de Italiaanse provincie Perugia (regio Umbrië) en telt 2343 inwoners (31-12-2004). De oppervlakte bedraagt 140,2 km², de bevolkingsdichtheid is 17 inwoners per km².
De volgende frazioni maken deel uit van de gemeente: Castel Guelfo, Colle Antico, Corniole, San Biagio, San Faustino.

## Demografie
Pietralunga telt ongeveer 1014 huishoudens. Het aantal inwoners daalde in de periode 1991-2001 met 4,3% volgens cijfers uit de tienjaarlijkse volkstellingen van ISTAT.
| Jaar | Inwoneraantal |
| ---- | ------------- |
| 1991 | 2446          |
| 2001 | 2342          |

## Geografie
De gemeente ligt op ongeveer 566 m boven zeeniveau.
Pietralunga grenst aan de volgende gemeenten: Apecchio (PU), Cagli (PU), Città di Castello, Gubbio, Montone, Umbertide.